# Iordanes
Iordanes vagy Jordanes (? – 553 után) gót származású, írásaiban latin nyelvet használó itáliai történetíró volt. Két műve maradt ránk, melyeknek Theodor Mommsen (1817-1903) adott címet: a Római Birodalom történetét elbeszélő mű a Romana, a gótokét tárgyaló pedig a Getica címet kapta. Utóbbi cím valójában a gétákra – szkíták által megszervezett trák népességre –, s nem a gótokra utal.

## Élete
Iordanesről csak annyit tudunk, amennyit két művében magáról közöl. Nagyapja, Paria, katonai jegyző (notarius) volt Candac alán fejedelem szolgálatában az 5. században. Iordanes apja az Alanoviamuth nevet viselte, bár nevét többen, talán tévesen, Alanorum ducis-nak („az alánok vezére”) olvassák. Iordanes maga gót származásúnak vallja magát, mindazonáltal nem lehetett tisztán gót származású: apja neve világosan utal egyik ősének alán gyökerére. 
Iordanesről tudjuk, hogy egy bizonyos Gunthigis vagy Boza alatt szolgált, akit ma azzal a Gunthigisszel azonosítanak, aki 536-ban duxi rangban harcolt a Bizánci Birodalom hadseregében a keleti határon. Azt is tudjuk, hogy Iordanes egyházi ember, a dél-itáliai Krotón városának püspöke, egyben az 537-555 között uralkodó Vigiliusz pápa jó barátja volt, akinek kíséretében 551-ben elutazott Konstantinápolyba. Két műve ekkoriban (550 és 552 között) keletkezett.

## Művei
Tudjuk, hogy egy barátja kérésére félbeszakította a Romanát, hogy közben megírhassa a Geticát. Ezt befejezte és kiadta, majd miután a másikkal is végzett, elküldte mindkettőt a pápának. Feltételezések szerint a két mű Moesia vagy Kis-Szkítia (a mai Dobrudzsa) vidékén született, de ez nem bizonyítható. Iordanes még katonai jegyzőként megfordulhatott a nevezett – a gótok történetében jelentős szerepet játszó – vidékeken, ám könyveit feltehetően konstantinápolyi utazása idején írta meg. Mindkét művében szerepelnek 551-ben és 552 elején történt események. Munkájának megírására késztethette az is, hogy I. Iusztinianosz bizánci császár 552. április 1-jén lépett 25. uralkodási évébe, könyveit pedig akár ajándéknak is szánhatta ezen alkalomból.
A két mű közül a Getica képvisel nagyobb értéket, mivel Iordanes több, mára már elveszett forrást – többek között Ablavius és Priszkosz rétor munkáit –, valamint a gót szájhagyományt is felhasználta készítéséhez, ráadásul a maga korának viszonyait közelről ismerhette, első kézből származó értesülésekkel szolgálhatott. A Getica egyébiránt hangulatkeltő műként is felfogható, hiszen a dicsőségesen ábrázolt gót nép és a rómaiak barátságát, szövetségét hirdeti az időben, amikor Iusztinianosz hadjáratot indít Itália földjén, hogy visszahódítsa a Római Birodalom korábbi területeit.
A Geticában Iordanes idézi Cassiodorus azóta elveszett munkáját. Utóbbi szerző 533-ig tárgyalta a gótok történetét, többek között Priszkosz rétor munkája alapján. Priszkosz jelentésében Attila hun királyra vonatkozó adatok is szerepeltek. A gót történet 533–551 közötti szakaszának leírása ellenben Iordanes saját munkája.
Iordanes munkásságát Bokor János ekképpen értékeli:
Jordanest általában a classicus világ vaskora utolsó írójának tekintik. Két ránk maradt művének, a római és gót történetnek, semmi szorosan vett „classicus” értéke nincs és mint történetíró sem állja ki távolról sem az összehasonlítást előzői és kortársaival szemben. De mégis az egész középkoron át alig volt történeti munka, mely kelendőbb, többet emlegetettebb lett volna, mint az övé s korunkban is a népvándorlás történetének írói lépten-nyomon kénytelenek hivatkozni reá és idézni őt. Jordanes ezen nagy népszerűségre azért jutott, mert főműve, a gótok története, teljességgel nem egyéb különféle szerzőkből gyarlón összeszerkesztett compilatiónál. Míg ugyanis azok a munkák, amelyeket compilált, (Ablabius, Cassiodorius stb.) elvesztek, Jordanes művei, bár romlott szöveggel, egészükben maradtak reánk. Munkáinak a fő s egyetlen érdeme, hogy bennük ezen szerzők, jól-rosszúl, számunkra megmaradtak s a teljes végenyészettől megmenekültek.

## Magyarul
- A gótok eredete és tettei; ford., bev., jegyz. Bokor János; Brassói Lapok, Brassó, 1904 (Középkori krónikások)
- Getica. A gótok eredete és tettei; szöveggond. Kiss Magdolna; Dolmen 2000, Pécs, 2002 (Vivarium fontium)
- Romana. Az idők rövid összefoglalása, avagy a római nép eredete és tettei; ford., jegyz., névmutatók Horváth Szilvia; Rippl-Rónai Múzeum–GeniaNet, Kaposvár–Pécs, 2014 (Vivarium fontium)